# Dorfbach (Greifensee)
Der Dorfbach ist ein rund drei Kilometer langer Zufluss des Greifensees in der Gemeinde Maur im Schweizer Kanton Zürich. Er entwässert einen 1,8 Quadratkilometer grossen Abschnitt am Osthang des Pfannenstiel-Hügelzugs und durchfliesst dabei das Bachtobel.

## Geographie

### Verlauf

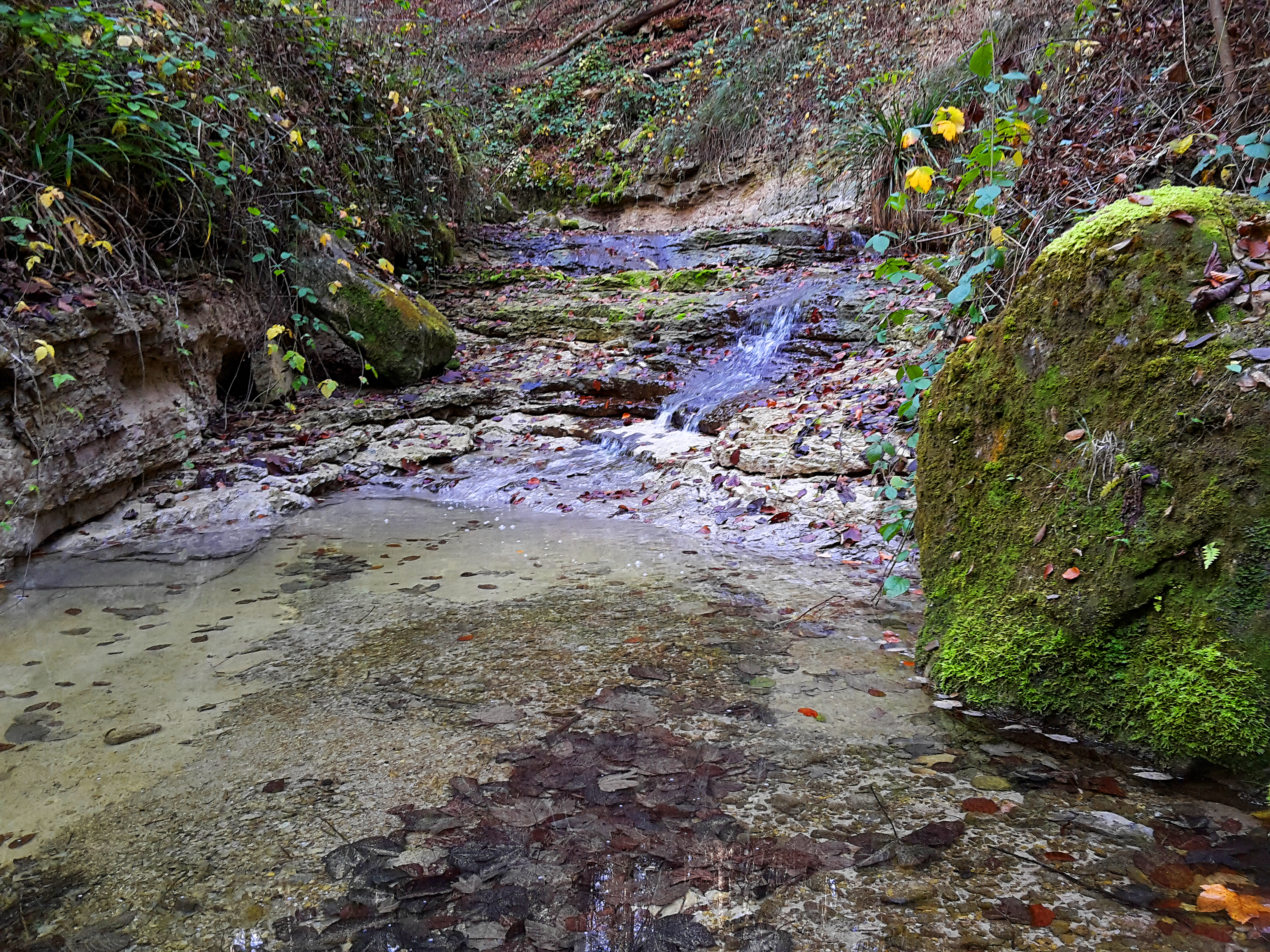
Dorfbach im Bachtobel

Der Dorfbach entspringt auf 638 m ü. M. in der Flur Chridler zwischen Aesch und Scheuren (Forch). Anfangs fliesst der Bach nach Nordwesten in einer Senke zwischen Altersheim und Tägern durchs Trinertobel, wobei er von einem Waldsaum begleitet wird. Nur kurz danach nimmt er einen linken Seitenarm auf und wendet sich nach Nordosten. Er unterquert ein Strässchen und erreicht wenig später Waldgebiet, wo er von links den vom Wassberg kommenden Aescherbach aufnimmt.
Der Dorfbach tritt nun ins Bachtobel ein, ein geomorphologisches Landschaftschutzobjekt. Im Steil abfallenden Gelände überfliesst er einen Waldweg. Der stark verbaute Bach passiert kurz hintereinander einen viereinhalb Meter sowie einen vier Meter hohen Wasserfall. Nach der Überwindung eines zwölf Meter und eines sechs Meter hohen Wasserfalls münden direkt nebeneinander der Tüfmoosbach und der Granglenbach von rechts sowie ein linker Seitenarm. Das Tobel weitet sich nun ein wenig aus und erreicht eine Tiefe um die 30 Meter, ehe es vor dem oberen Dorfrand von Maur wieder abflacht.
Am südwestlichen Dorfrand von Maur wird ihm, direkt vor der Einmündung des Haumesserbachs von links, ein Teil seines Wassers abgezweigt, um den kleinen Mühleweiher bei der Mühle Maur zu speisen. Dieses Wasser mündet kurz danach in zwei Zuläufen wieder in den Bach. Er passiert in einem Waldsaum die Burg Maur. Im Zentrum von Maur wird er hinterm alten Schulhaus kurz eingedolt; unmittelbar unterhalb der Strasse Fällanden–Uessikon verläuft er wieder oberirdisch. Der Dorfbach durchfliesst nun im Unterdorf kurz bebautes Gebiet, ehe er von einem Waldsaum begleitet die Felder zwischen Geren und Seewisen durchquert. Schließlich mündet er beim Strandbad auf 435 m ü. M. ins Südufer des Greifensees.

### Einzugsgebiet
Das 1,8 Quadratkilometer grosse Einzugsgebiet liegt zum grössten Teil in der Gemeinde Maur, nur kleine Teile am Wassberg gehören zu Küsnacht und Zumikon. Es setzt sich aus 56,4 % bebauter Fläche, 24,2 % naturnaher Fläche und Wald sowie 19,4 % landwirtschaftlicher Fläche zusammen.
Der höchste Punkt wird mit 737 m ü. M. am Wassberg oberhalb des Wehrmännerdenkmals bei Rüteli in der Gemeinde Zumikon erreicht. Die durchschnittliche Höhe beträgt 610 m ü. M.
Im Norden liegt das Einzugsgebiet des Dattenbachs, im Süden das des Chilenbachs und das des Islenbachs, die abgesehen von letzterem im Abstand von wenigen hundert Metern in den Greifensee münden. Im Nordwesten grenzt das Einzugsgebiet an dasjenige des Werenbachs und im Westen an dasjenige des Küsnachter Dorfbachs, die beide zum Zürichsee entwässern.

### Zuflüsse
Die direkten und indirekten Zuflüsse bachabwärts
- Linker Seitenarm 1 (links), 0,2 km
- Aescherbach, auch Auwisbach (links), 0,8 km
- Tüfmoosbach (rechts), 0,1 km
- Gringlenbach (rechts), 0,1 km
- Linker Seitenarm 2 (links), 0,1 km
- Haumesserbach (links) 1,7 km

## Geschichte

### Mühlen und Sägerei

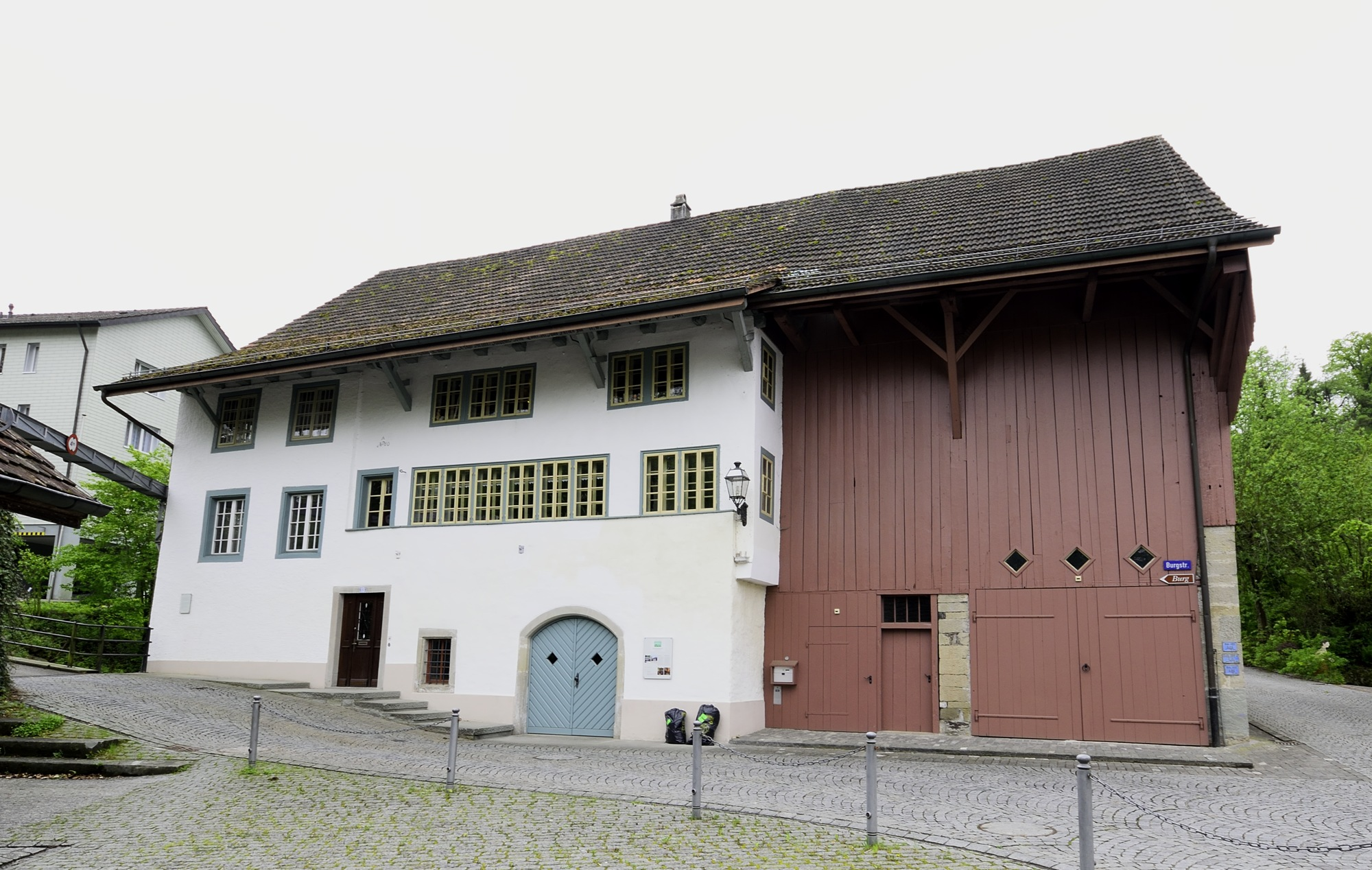
Mühle Maur

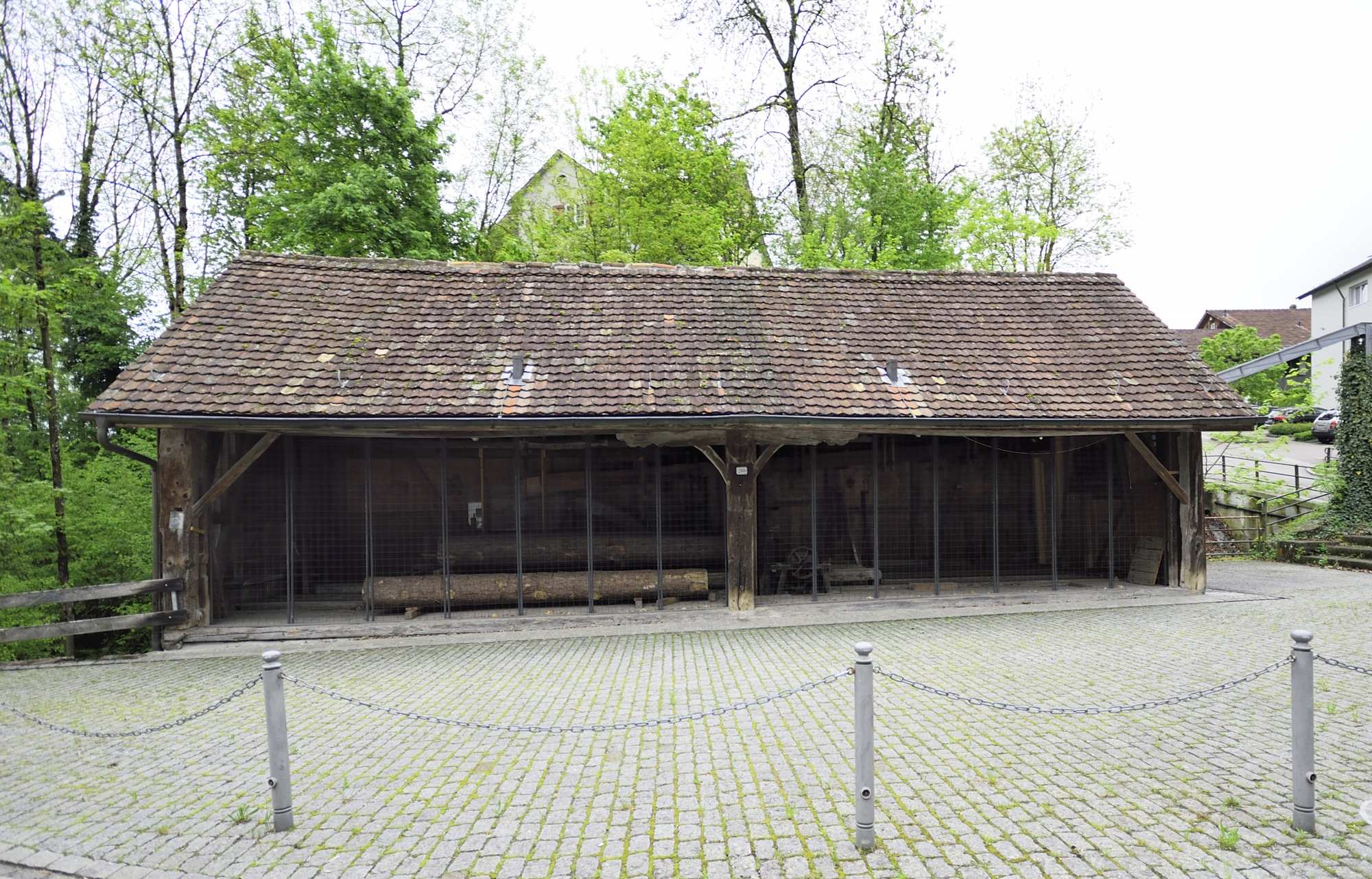
«Sagi»

Am Dorfbach in Maur gab es im Mittelalter zwei Mühlen, die dem lokalen Meier Zinsen zahlen mussten. Seit 1306 gehörte die «untere Mühle» der Fraumünsterabtei. Sie wurde 1769 letztmals schriftlich erwähnt.
1701 wurde die Mühle Maur, wie sie bis heute erhalten ist, als Steinbau neu errichtet. 1822 wurde der Mühletrakt umgebaut. Im Jahr 1900 wurde der Betrieb in der Mühle eingestellt und zwölf Jahre später das Wasserrad abgebrochen. Die Mühle sollte später abgebrochen werden, konnte aber in letzter Sekunde als Kulturgut erhalten werden, wobei die Gemeinde das Gebäude erwarb. 1988 wurde das restaurierte Gebäude eingeweiht. Eine Ausstellung zeigt neben dem Mühlegewerbe auch lokales Kulturgut wie landwirtschaftliche Geräte und Haushaltsgegenstände.
Die nebenstehende «Sagi» wurde 1569 erstmals urkundlich erwähnt. Der Bau stammt aus dem Jahr 1778. In den 1920er Jahren wurde auf elektrischen Betrieb umgestellt und anschliessend auch die Zuleitung abgebrochen. Wie die Mühle ging die Sägerei 1971 ins Eigentum der Gemeinde über und wurde in den folgenden Jahren restauriert.
Von 1848 bis 1874 stand auch in Aesch am Eggenberg eine Mühle.

### Hochwasser
Das Unwetter vom 8. Juli 1778 führte auch in Maur zu Hochwasser. Es kam zu zwei Todesopfern, die Sagi, das Radhaus der oberen Mühle und vermutlich die untere Mühle wurden zerstört.

## Bilder

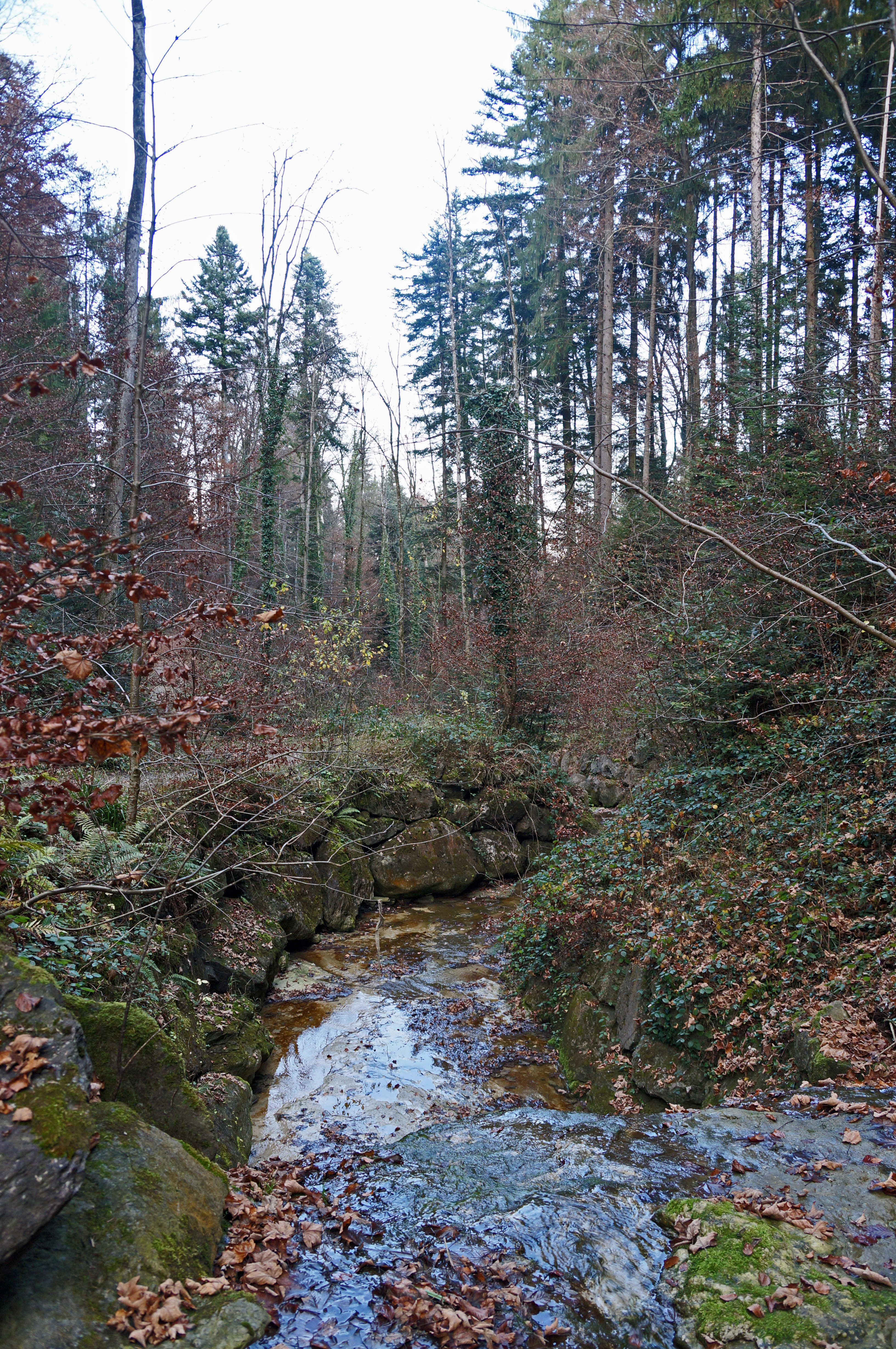
Verbauungen im Bachtobel
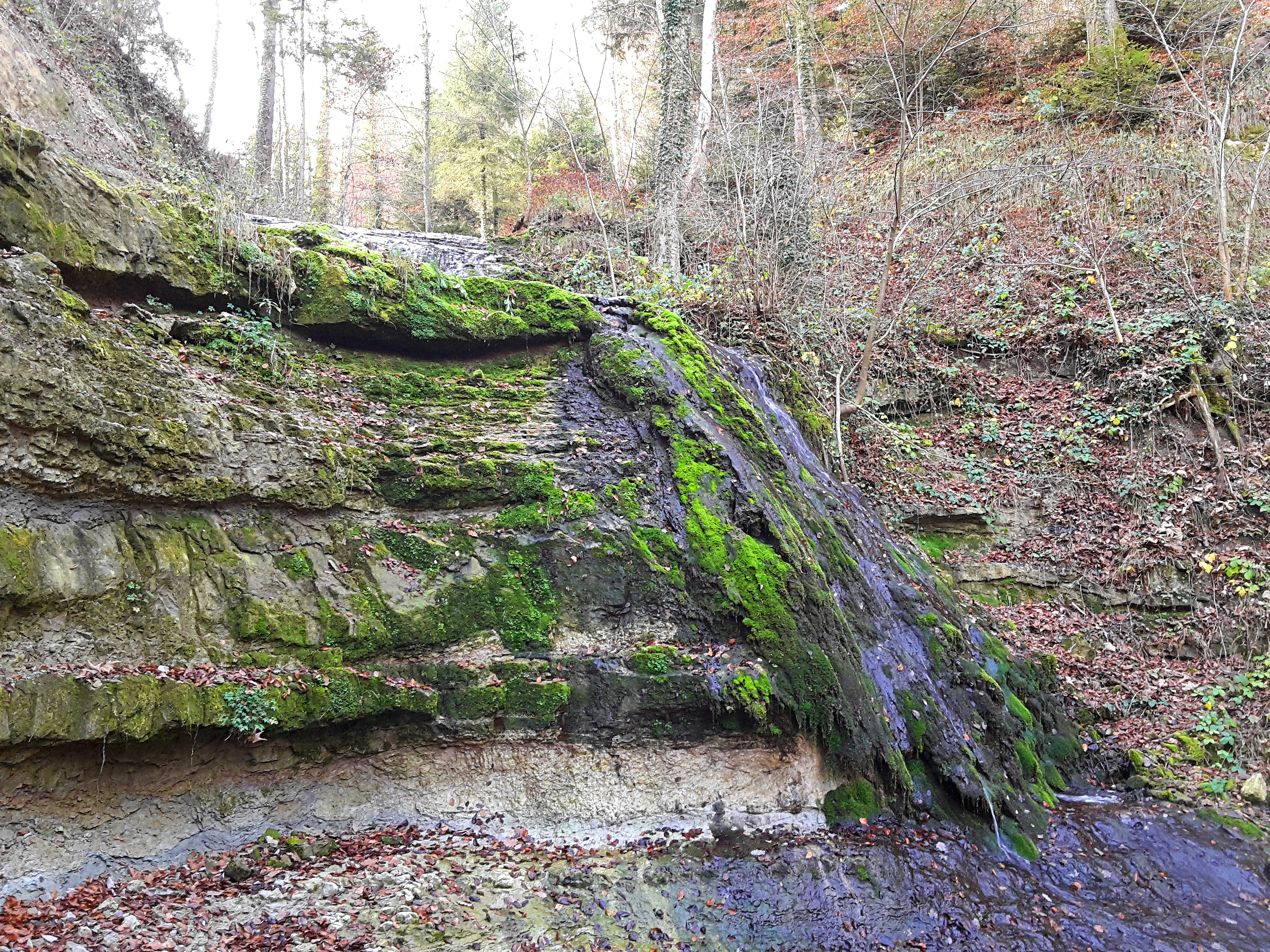
Wasserfall im Bachtobel
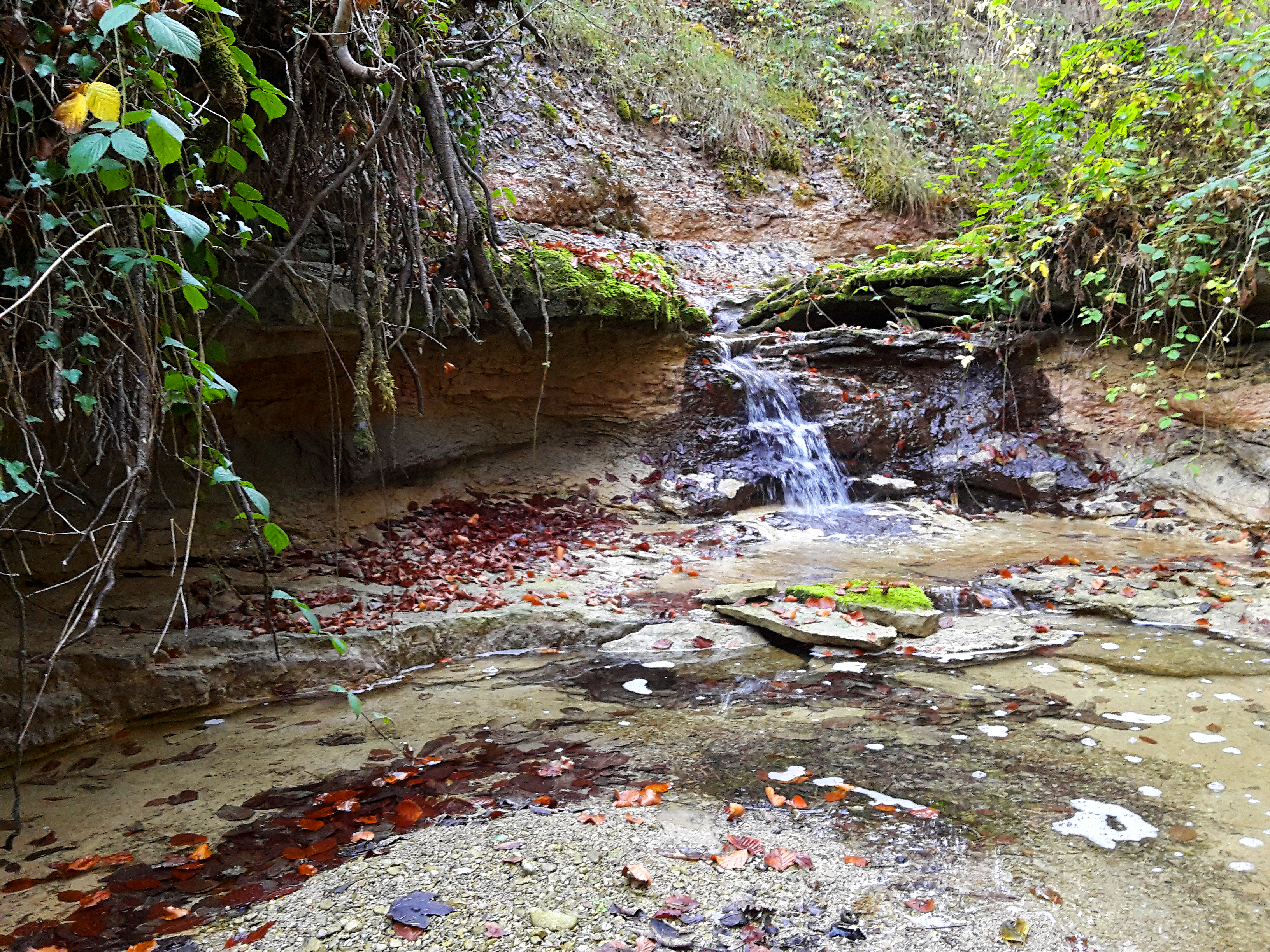
Kleiner Wasserfall im Bachtobel
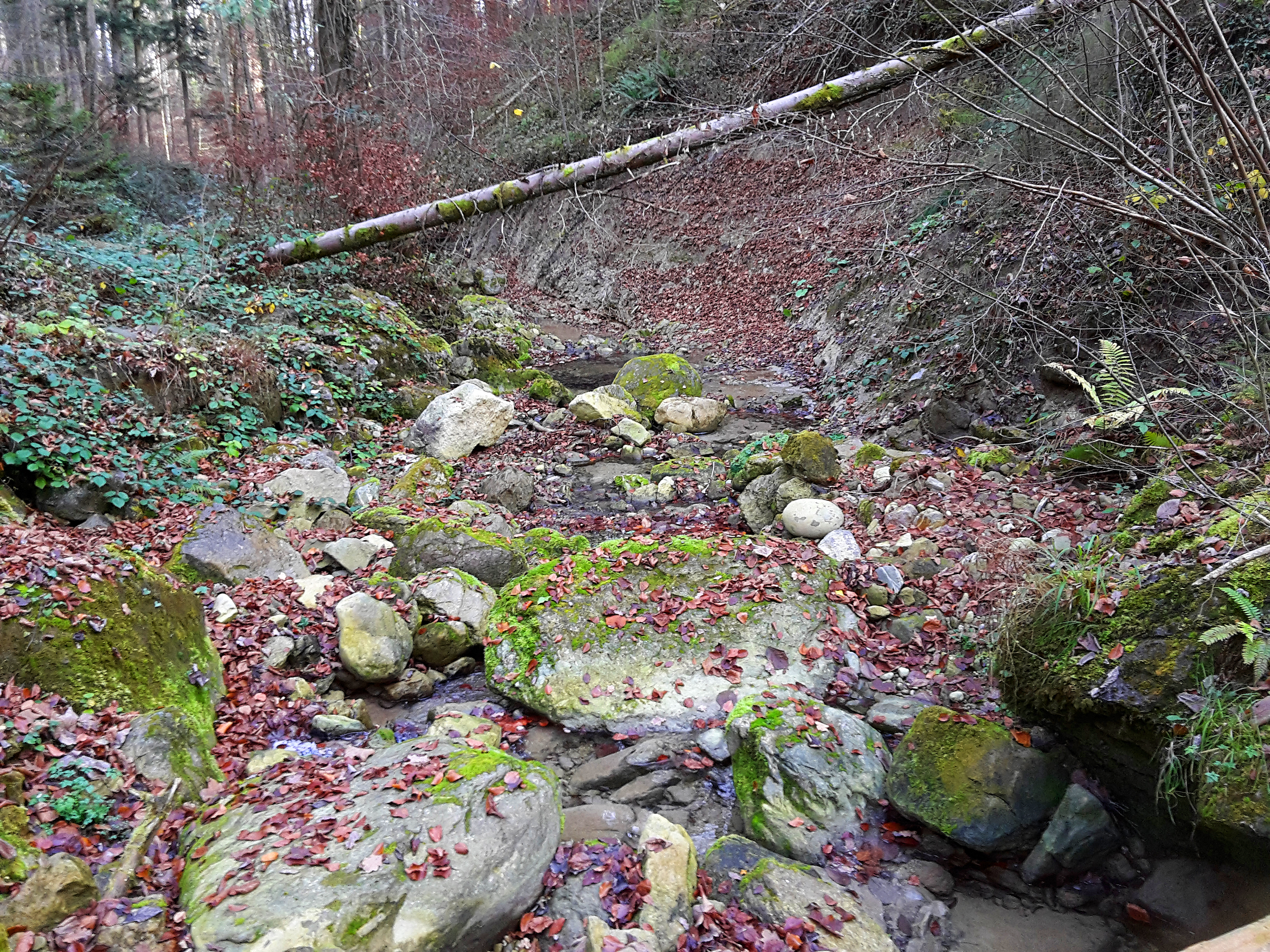
Im Bachtobel bei der Einmündung des Gringlenbachs
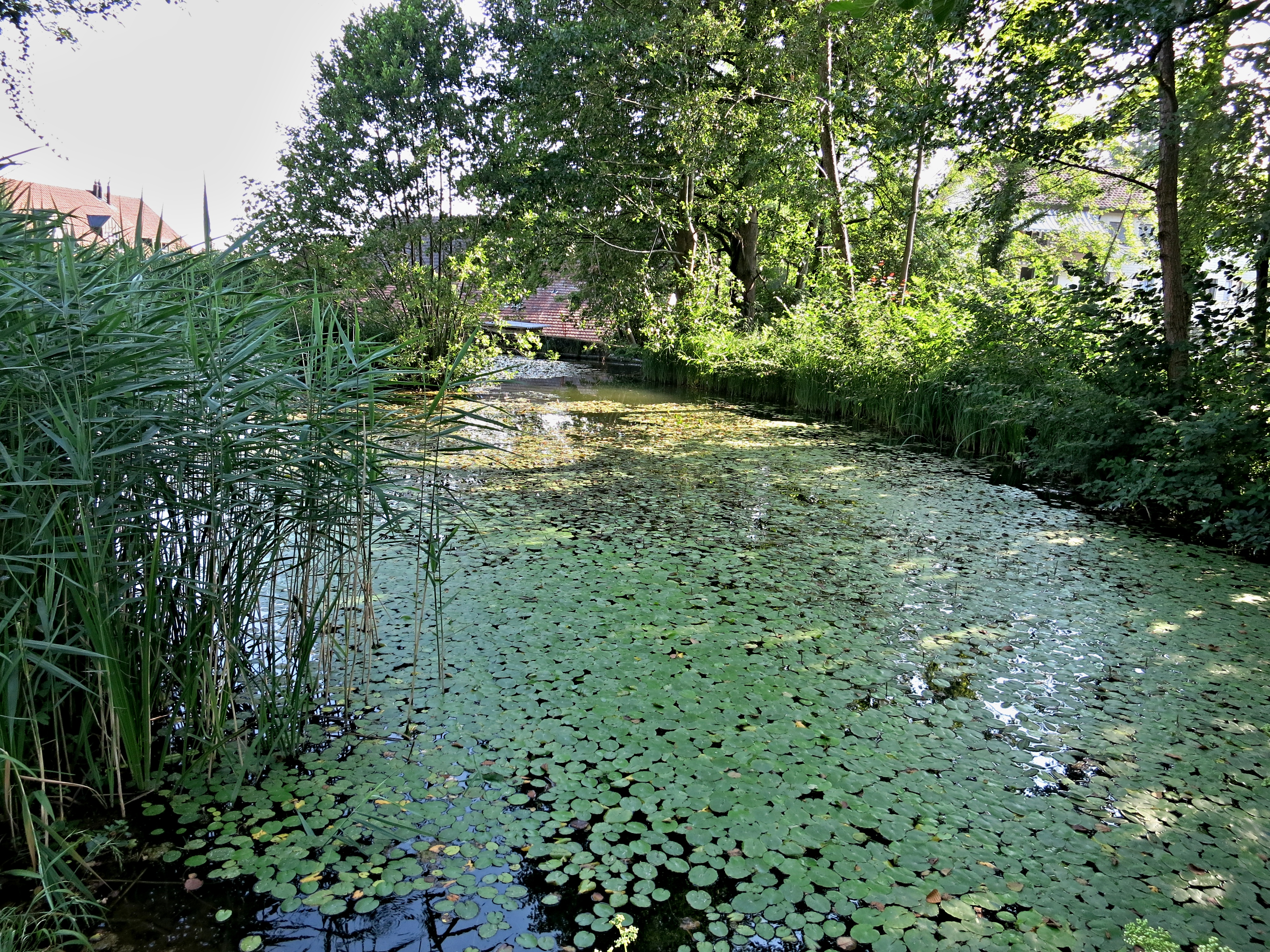
Mühleweiher